# ラッカワナ郡 (ペンシルベニア州)
ラッカワナ郡（英: Lackawanna County）は、アメリカ合衆国ペンシルベニア州の北東部に位置する郡である。ポコノ山地の北にある。人口は21万5896人（2020年）。郡庁所在地はスクラントンであり、同郡で人口最大の都市である。ラッカワナ郡は1878年8月13日にルザーン郡から分離して設立された。ペンシルベニア州では最も新しい郡である。郡名はラッカワナ川から採られた。

## 政治
2010年11月時点でラッカワナ郡には146,383 人の登録有権者がいた。
- 民主党: 96,471 (65.9%)
- 共和党: 38,297 (26.2%)
- その他の政党: 11,615 (7.9%)

郡レベルの政治では民主党が昔から支配的である。州や国政レベルでは民主党寄りという状態である。2000年アメリカ合衆国大統領選挙では民主党のアル・ゴアが郡投票総数の60%を獲得し、対する共和党のジョージ・W・ブッシュは36%だった。2004年はさらに接戦となり、民主党のジョン・ケリーが56%、ブッシュが42%だった。2006年の州知事選挙では民主党のエド・レンデルが70%、同年アメリカ合衆国上院議員選挙では民主党のボブ・ケイシー・ジュニアが73%の支持を得た。2008年アメリカ合衆国大統領選挙では、民主党のバラク・オバマが63%、共和党のジョン・マケインが37%という結果だった。
ラッカワナ郡は、アメリカ合衆国下院議員ペンシルベニア州第10および第17選挙区に属し、2013年時点では共和党議員1人、民主党議員1人を選出している。ペンシルベニア州議会上院では第22選挙区に属しており、下院では第112、第113、第114、および第115選挙区に属している。2013年時点で上院は民主党、下院も民主党が4人を独占している。

## 地理
アメリカ合衆国国勢調査局に拠れば、郡域全面積は465平方マイル (1,204.3 km2)であり、このうち陸地459平方マイル (1,188.8 km2)、水域は6平方マイル (15.5 km2)で水域率は1.27%である。

### 隣接する郡
- サスケハナ郡 - 北
- ウェイン郡 - 東
- モンロー郡 - 南東
- ルザーン郡 - 南西
- ワイオミング郡 - 西

## 人口動態
以下は2000年国勢調査による人口統計データである。
| 基礎データ - 人口: 213,295人 - 世帯数: 86,218 世帯 - 家族数: 55,783 家族 - 人口密度: 180人/km2（465 人/mi2） - 住居数: 95,362 軒 - 住居密度: 80軒/km2（208軒/mi2） 人種別人口構成 - 白人: 96.65% - アフリカン・アメリカン: 1.31% - ネイティブ・アメリカン: 0.09% - アジア人: 0.75% - 太平洋諸島系: 0.01% - その他の人種: 0.53% - 混血: 0.66% - ヒスパニック・ラテン系: 1.39% 先祖による構成 - イタリア系：22.5% - アイルランド系：21.2% - ポーランド系：15.4% - ドイツ系：10.2% | 年齢別人口構成 - 18歳未満: 21.8% - 18-24歳: 8.9% - 25-44歳: 26.4% - 45-64歳: 23.5% - 65歳以上: 19.5% - 年齢の中央値: 40歳 - 性比（女性100人あたり男性の人口） - 総人口: 89.3 - 18歳以上: 85.4 世帯と家族（対世帯数） - 18歳未満の子供がいる: 27.2% - 結婚・同居している夫婦: 48.9% - 未婚・離婚・死別女性が世帯主: 11.8% - 非家族世帯: 35.3% - 単身世帯: 31.3% - 65歳以上の老人1人暮らし: 15.7% - 平均構成人数 - 世帯: 2.38人 - 家族: 3.00人 |

## 都市と町

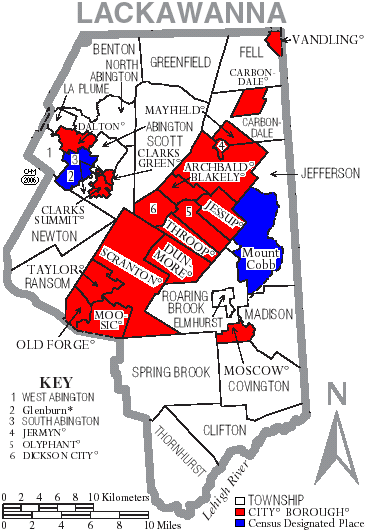
ラッカワナ郡の自治体、ボロは赤、タウンシップは白、国勢調査指定地域は青

ペンシルベニア州法の下では4種類の自治体がある。市、ボロ、タウンシップ、町である。

### 都市
- カーボンデール
- スクラントン - 郡庁所在地

### ボロ
| - アーチボルド - ブレイクリー - クラークスグリーン - クラークスサミット - ダルトン - ディクソンシティ - ダンモア - ジャーミン - ジェサップ | - メイフィールド - ムーシック - モスコー - オールドフォージ - オリファント - テイラー - スループ - バンドリング |

### タウンシップ
| - アビントン（現在はウェイバリーに改名） - ベントン - カーボンデール - クリフトン - コビントン - エルムハースト - フェル - グレンバーン - グリーンフィールド - ジェファーソン - ラプラム | - マディソン - ニュートン - ノースアビントン - ランサム - ローリングブルック - スコット - サウスアビントン - スプリングブルック - ソーンハースト - ウェイバリー（元のアビントン） - ウェストアビントン |

### 国勢調査指定地域
国勢調査指定地域はアメリカ合衆国国勢調査局が人口統計データを取るために設定した地域である。州法の下では実際の司法権が及ぶ範囲ではない。村などその他の未編入領域も下記に挙げる。

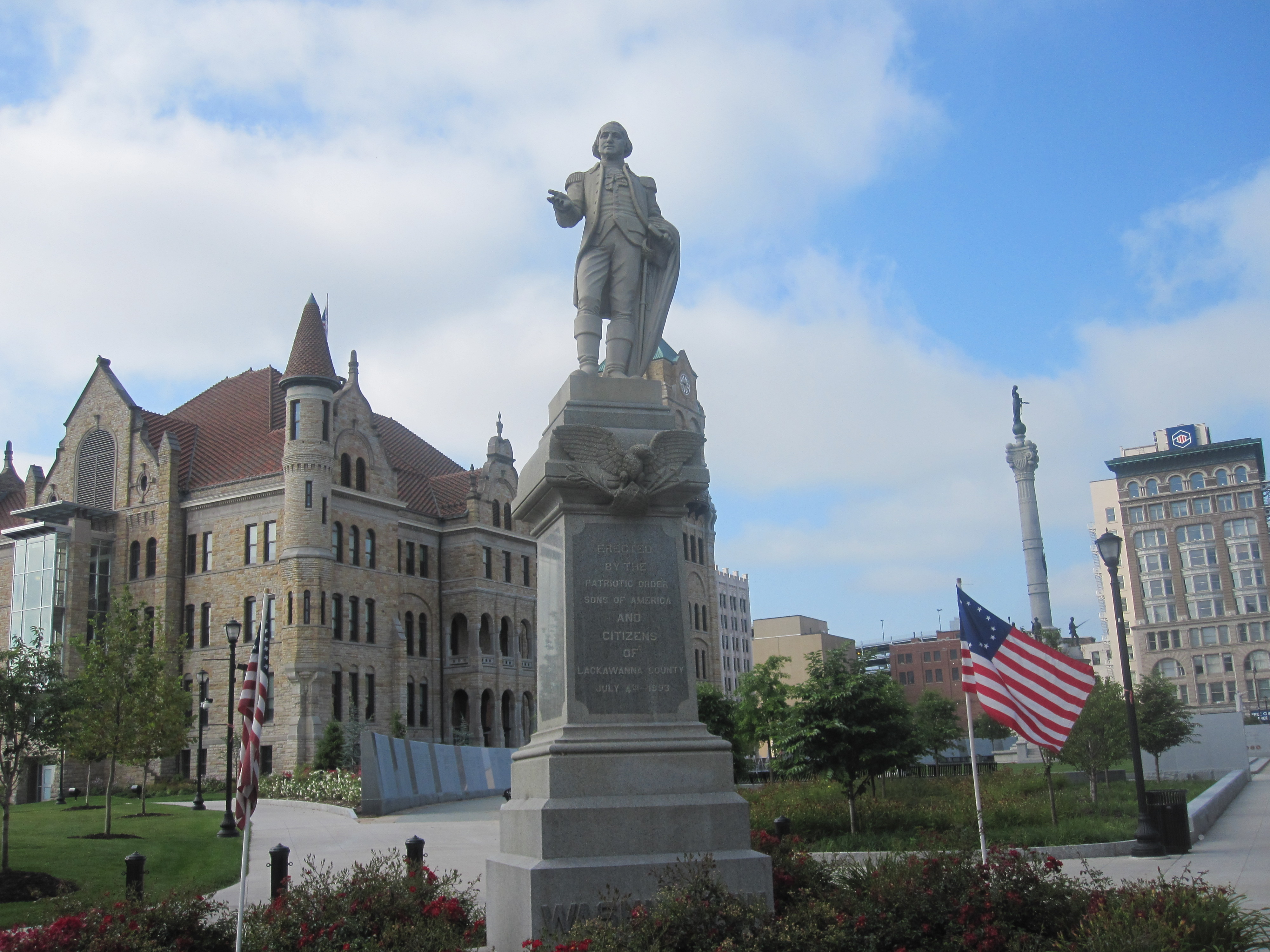
ジョージ・ワシントンの彫像、1893年7月4日除幕、ラッカワナ郡庁舎

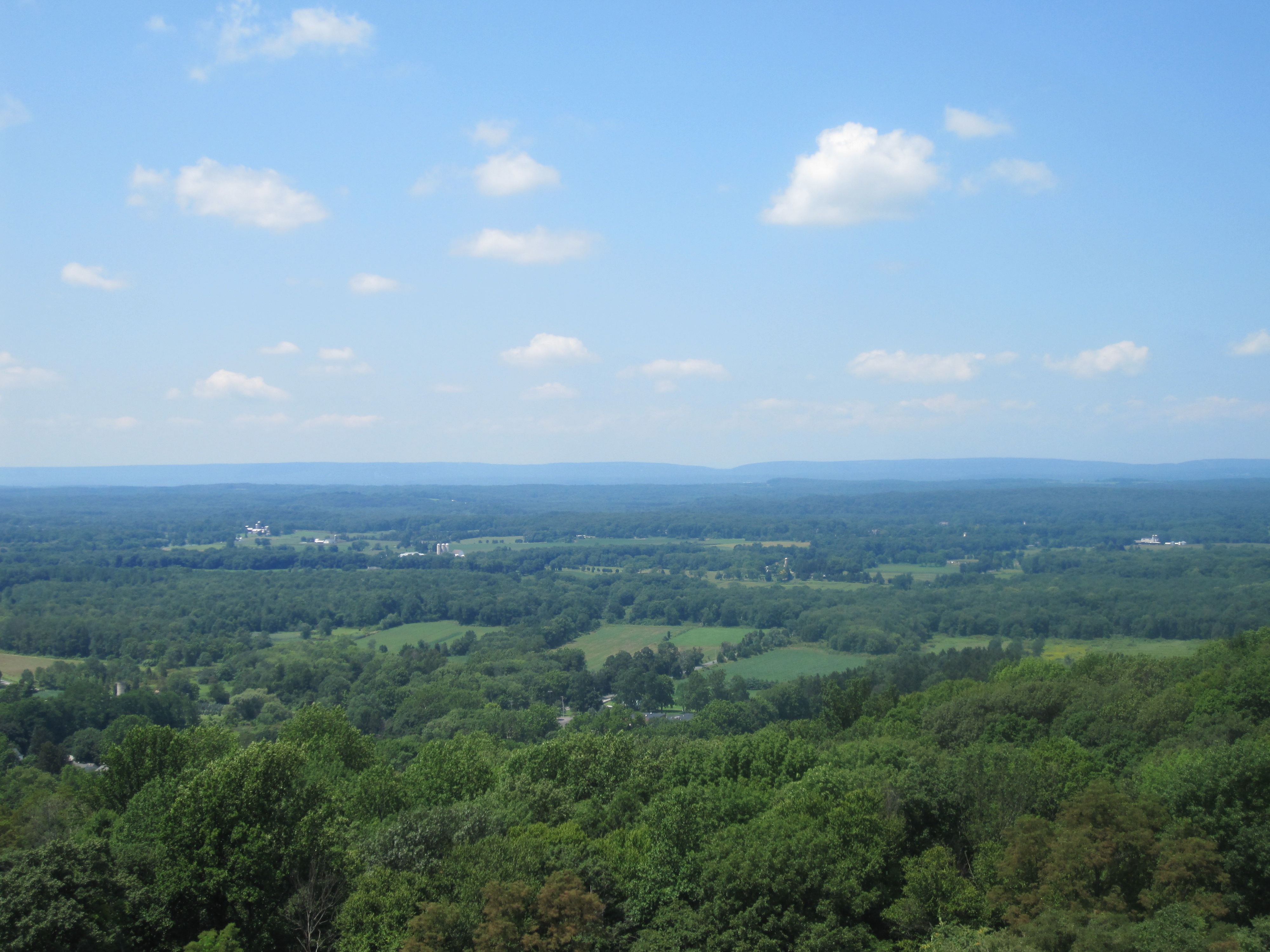
郡内田園部

- ビッグバスレイク
- チンチラ
- イーグルレイク
- グレンバーン
- マウントコブ
- シンプソン
- ウェイバリー

### 村
- ベリン

## 教育
ラッカワナ郡労働力調査委員会 - スクラントン

### 高等教育機関

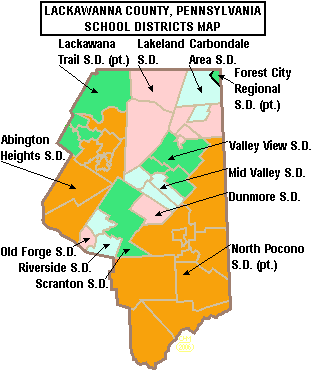
ラッカワナ郡教育学区の区分図

- バプテスト・バイブル・カレッジ（英語版）
- ジョンソン・カレッジ（英語版）
- ジョンソン・カレッジ（英語版）
- ラッカワナ・カレッジ（英語版）
- メアリーウッド大学（英語版）
- ペンシルベニア州立大学ワーシントン・スクラントン校（英語版）
- コモンウェルス医学校（英語版）
- スクラントン大学（英語版）

### 公共教育学区
- アビントンハイツ教育学区
- カーボンデール地域教育学区
- ダンモア教育学区
- フォレストシティ地域教育学区(一部はサスケハナ郡とウェイン郡内）
- ラッカワナトレイル教育学区(一部はワイオミング郡内）
- レイクランド教育学区
- ミッドバレー教育学区
- ノースポコノ教育学区(一部はウェイン郡内）
- オールドフォージ教育学区
- リバーサイド教育学区
- スクラントン教育学区
- バレービュー教育学区

### チャータースクール
- フェル・チャーター小学校、シンプソン、幼稚園生-8年生
- ハワード・ガードナー多重知性チャータースクール、スクラントン、幼稚園生-8年生
- スクラントン聴覚障害児学校、公営チャータースクール、幼稚園生-12年生、サウスアビントン・タウンシップ

### 公立職業訓練校
- ラッカワナ郡職業訓練校

#### 中間ユニット
北東教育中間ユニット第19は公立、私立の学校に様々な特化した教育を提供している。ラッカワナ郡、ウェイン郡、サスケハナ郡の学校が対象である。メンバー教育学区から選出された教育委員の中から指名された者による理事会が管理している。教職員の専門性開発、公立学校求職者の経歴と犯罪歴のスクリーニング、学校への技術的援助、特殊教育を行っている、特別教育交通を調整し監督している。

### 教区学校
郡内の教育はスクラントン教区も担当している。教区学校の4つの地域体系を運営している。ホリークロス教育体系がラッカワナ郡を担当し、現在は7つの小学校と1つの中等部で構成されている。4つの体系の中で2番目の大きさであり、ホリークロス高校が唯一運営されている教区高校である。この体系は、長年入学者が減り続けたことへの対応として、2007年に行われた教区全体の統合の結果として生まれた。
2000年時点で、郡内には4つの高校と15の小学校があった。現在の学校の配置では郡内のカトリック学校に入学した生徒の一握りを教育しているだけだが、カリキュラムに大きな改良が加えられ、学校の建物と技術に莫大な資金が投資された。入学者数を安定させる努力を続け、また「精神的に健全で学術的に優れた」維持可能な学校体系を提供する動きの一部として、カトリック教育を普及し、小学校レベルでより強く多様な教科を確立する積極的な宣伝活動を始めた。
さらにカーボンデールのセイクレッドハート小学校と、スクラントンのマリアン・カトリック小学校が2011年に閉鎖され、それぞれラサール・アカデミーとオールセインツ・アカデミーに統合された。このことで2つの学校と建物を維持するコストが抑えられ、合わせて50%未満の費用で運営し、小学校入学者の増加を促している。
- ホリークロス高校、ダンモア
- アワー・レディ・オブ・ピース小学校、クラークスグリーン
- セントメアリー・オブ・マウントカーメル小学校、ダンモア
- ラサール・アカデミー、ディクソンシティとジェサップ
- オールセインツ・アカデミー、スクラントン
- セントクレア/セントポール小学校、スクラントン

### 私立学校
ペンシルベニア州教育省に登録される私立学校は以下の通りである。
- アビントン・クリスチャン学校、クラークスグリーン、幼稚園前-8年生、アッセンブリーズ・オブ・ゴッド系列
- ベイス・ヤーコフ・オブ・スクラントン、9年生-12年生、女子ユダヤ学校
- デポール学校（ディスレクシア対象）、スクラントン[12]
- フレンドシップ・ハウス
- ジェネバ・クリスチャン学校、オリファント、幼稚園前-8年生
- ジャイアント・ステップス子供開発センター、カーボンデール
- キンダーキャンパス準備学校、アーチボルド、幼稚園前
- リトルピープル・デイケア学校、スクラントン、幼稚園前-幼稚園
- ルーアデスモント学校、スクラントン、特殊教育（ローマ・カトリック）
- ルーテル・アカデミー、スクラントン、幼稚園前-6年生
- メアリーウッド、トニー・ダミアノ初期子供センター、スクラントン、幼稚園前-幼稚園
- ミルトン・アイスナー・イェシバ高校、スクラントン、9年生-12年生、男子ユダヤ学校
- モンテッソリ幼稚園、スクラントン、幼稚園前-幼稚園
- ニューストーリー、スループ、特殊教育
- NHS オーティズム学校、スクラントン、特殊教育
- 北東子供ケアサービス、アーチボルド
- ポコノ山バイブル・カンファランス、グールズボロ
- リバイバル・バプテスト・クリスチャン学校、スクラントン、幼稚園-12年生
- スクラントン・ヘブライ・デイスクール、スクラントン、幼稚園-8年生
- スクラントン準備学校、スクラントン、9年生-12年生（イエズス会系列）
- セントグレゴリーズ初期子供センター、クラークスグリーン、幼稚園前-幼稚園
- セントスタニスラウス小学校、スクラントン、幼稚園-8年生(ポーランド・ナショナル・カトリック教会系列）
- サミット・クリスチャン・アカデミー、サウスアビントン・タウンシップ、幼稚園前-12年生
- トリボロ・クリスチャン・アカデミー、オールドフォージ、幼稚園-12年生、ペンシルベニア州学校評価試験に参加

### 図書館
- アビントン・コミュニティ図書館、クラークスサミット
- カーボンデール公共図書館、カーボンデール
- 子供の図書館、スクラントン
- ダルトン・コミュニティ図書館、ダルトン
- 医療図書館、スクラントン
- ナンシー・ケイ・ホームズ支所、スクラントン
- ノースポコノ公共図書館、モスコー
- スクラントン公共図書館、スクラントン
- テイラー・コミュニティ図書館、テイラー
- バレー・コミュニティ図書館、ペックビル
- ウェイバリー記念図書館、ウェイバリー